# Winter-Paralympics 2006/Medaillenspiegel
Diese Tabelle zeigt den Medaillenspiegel der Winter-Paralympics 2006. Die Platzierungen sind nach der Anzahl der gewonnenen Goldmedaillen sortiert, gefolgt von der Anzahl der Silber- und Bronzemedaillen. Weisen zwei oder mehr Länder eine identische Medaillenbilanz auf, werden sie alphabetisch geordnet auf dem gleichen Rang geführt. Dies entspricht dem System, das vom IOC verwendet wird.
| Medaillenspiegel | Medaillenspiegel       | Medaillenspiegel | Medaillenspiegel | Medaillenspiegel | Medaillenspiegel |
| Platz            | Land                   | Goldmedaille     | Silbermedaille   | Bronzemedaille   | Gesamt           |
| ---------------- | ---------------------- | ---------------- | ---------------- | ---------------- | ---------------- |
| 1                | Russland               | 13               | 13               | 7                | 33               |
| 2                | Deutschland            | 8                | 5                | 5                | 18               |
| 3                | Ukraine                | 7                | 9                | 9                | 25               |
| 4                | Frankreich             | 7                | 2                | 6                | 15               |
| 5                | Vereinigte Staaten     | 7                | 2                | 3                | 12               |
| 6                | Kanada                 | 5                | 3                | 5                | 13               |
| 7                | Österreich             | 3                | 4                | 7                | 14               |
| 8                | Japan                  | 2                | 5                | 2                | 9                |
| 9                | Italien                | 2                | 2                | 4                | 8                |
| 10               | Polen                  | 2                | 0                | 0                | 2                |
| 11               | Belarus                | 1                | 6                | 2                | 9                |
| 12               | Norwegen               | 1                | 1                | 3                | 5                |
| 13               | Australien             | 0                | 1                | 1                | 2                |
| 13               | Schweiz                | 0                | 1                | 1                | 2                |
| 13               | Slowakei               | 0                | 1                | 1                | 2                |
| 13               | Spanien                | 0                | 1                | 1                | 2                |
| 17               | Tschechien             | 0                | 1                | 0                | 1                |
| 17               | Vereinigtes Königreich | 0                | 1                | 0                | 1                |
| 19               | Schweden               | 0                | 0                | 1                | 1                |
| Gesamt           | Gesamt                 | 58               | 58               | 58               | 174              |